# Libro de las Materias Marinas

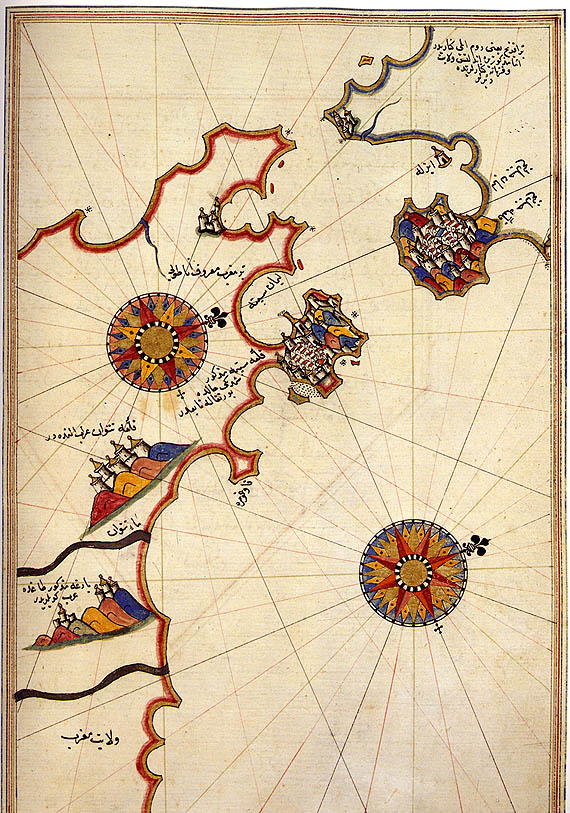
El estrecho de Gibraltar en el Kitab-ı Bahriye.

El Libro de las Materias Marinas (en turco: Kitab-ı Bahriye) es un atlas náutico del marino otomano Piri Reis, elaborado en piel de gacela y dedicado a Solimán el Magnífico en 1526, actualizando una versión anterior, de 1521, cuyo contenido hacía referencia exclusivamente al Mediterráneo.

## Contenido
La primera versión, fechada en el año 926 del calendario musulmán (AH, equivalente a 1520 de la era cristiana), contiene 132 capítulos con otros tantos mapas. La segunda versión, del año 932 AH (1526 d. C.), tiene 210 capítulos así como una larga introducción y un epílogo, ambos escritos en verso. Cada uno de los capítulos describe en detalle una parte del mar Mediterráneo, con mapas a gran escala que permiten apreciar todos los detalles de la costa. Esto hace al Kitab-i Bahriye muy diferente de los atlas italianos contemporáneos, que solo incluyen mapas generales e información mucho menos completa.
La introducción en verso aporta otras informaciones sobre navegación y cosmografía. Piri Reis relata las hazañas de su tío Kemal Reis, con quien navegó de joven por el Mediterráneo, y da noticias sobre tierras y mares situados fuera de él, en particular el golfo Pérsico y América.
En el epílogo Reis explica la razón por la cual decidió escribir el libro. Poco después de la subida al trono del sultán Solimán, fue enrolado como piloto en un barco que tenía que llevar al gran visir Ibrahim Pasha de Estambul a Egipto. El visir observó que Reis consultaba un libro de instrucciones náuticas y le animó a publicarlo por el bien de los otros marinos. Reis aceptó, completó su obra y se la envió al sultán confiando en recibir una recompensa. En el epílogo Reis también invita a los marinos que lean su libro a que corrijan los errores que pueda contener.

## Difusión
El Kitab-i Bahriye fue copiado numerosas veces a lo largo de los siglos XVI, XVII y XVIII. Se conservan 43 o 44 manuscritos, de los cuales 26 en Estambul. El número de mapas varía en cada manuscrito, existiendo tres que no tienen ninguno mientras que otros tres contienen solo mapas, sin texto. Algunos de ellos contienen notas al margen en las que marinos turcos posteriores añadieron información sobre alguna zona o mencionaron algún evento militar. La mayoría de los manuscritos, sin embargo, son copias de lujo destinadas a su lectura en tierra. Entre todos los manuscritos existentes contienen unos 5700 mapas, lo cual convierte al Kitab-i Bahriye en la obra manuscrita (no impresa) con mayor número de mapas de la historia de la cartografía.
La primera traducción a un idioma occidental fue al francés, realizada por Denis Dominique Cardonne en 1765. En 1935 se publicó la primera edición facsímil, a cargo de la Sociedad Histórica de Turquía, con una introducción histórica muy completa. Otra edición facsímil fue publicada en 1988. Desde los años 1920 se han publicado traducciones de algunos fragmentos del Kitab al alemán, francés, inglés, italiano y griego.

## Mapas regionales

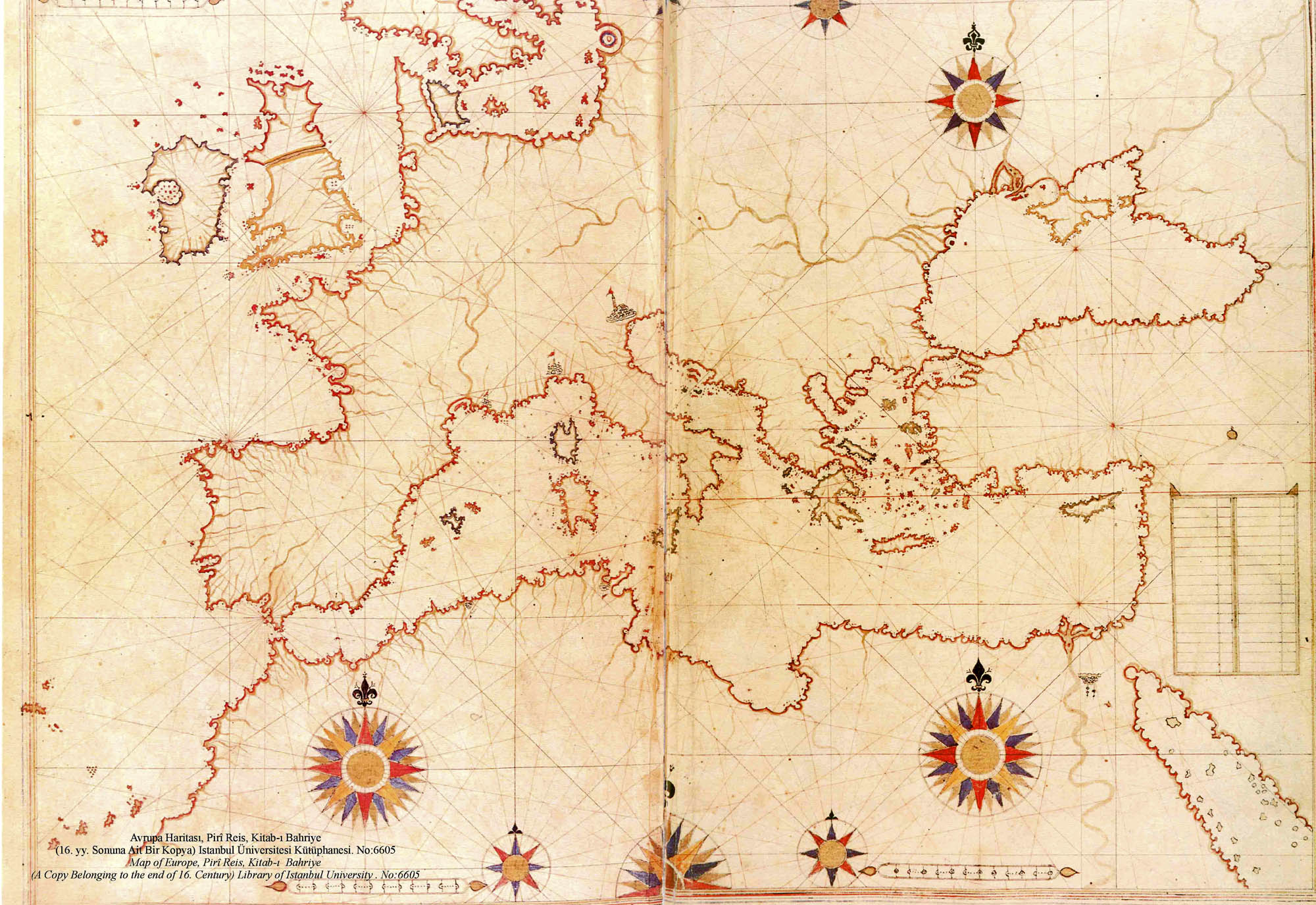
Europa
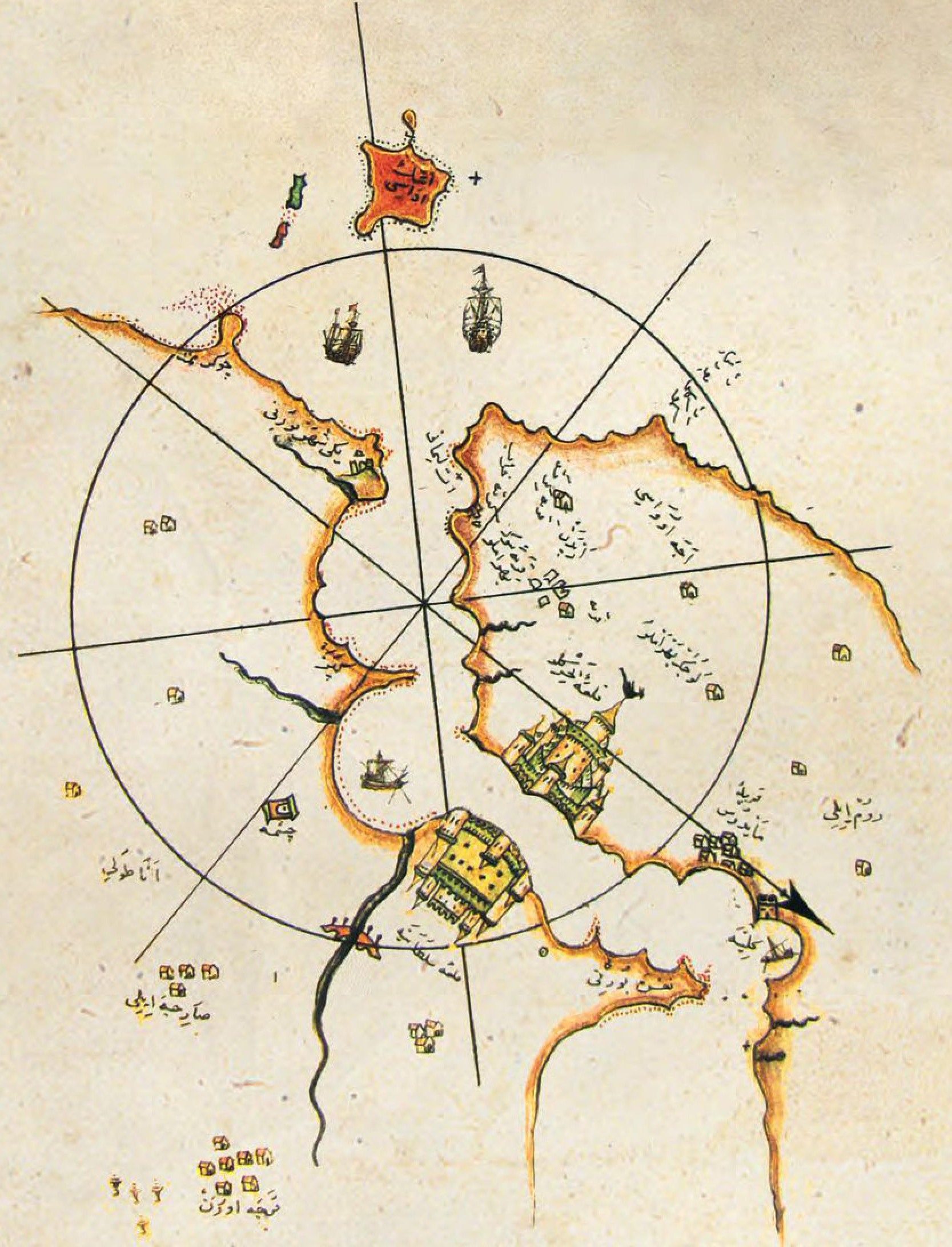
Galípoli
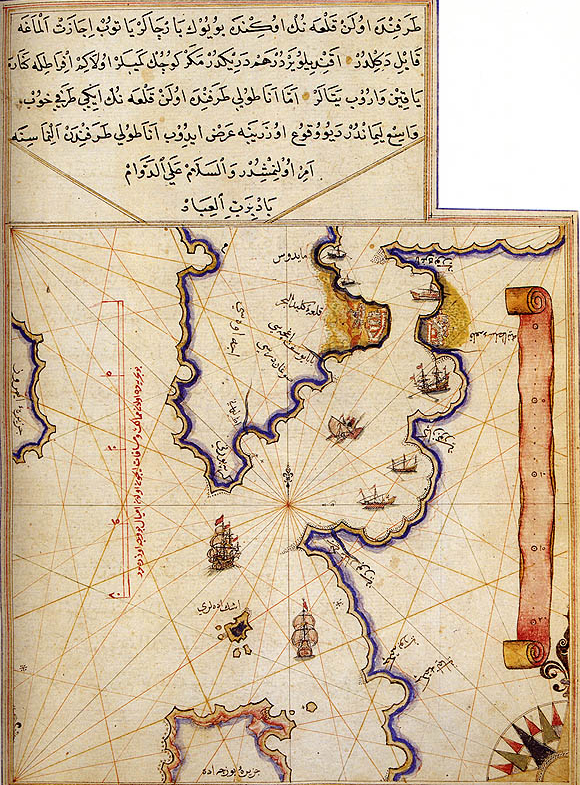
Entrada a Dardanelos
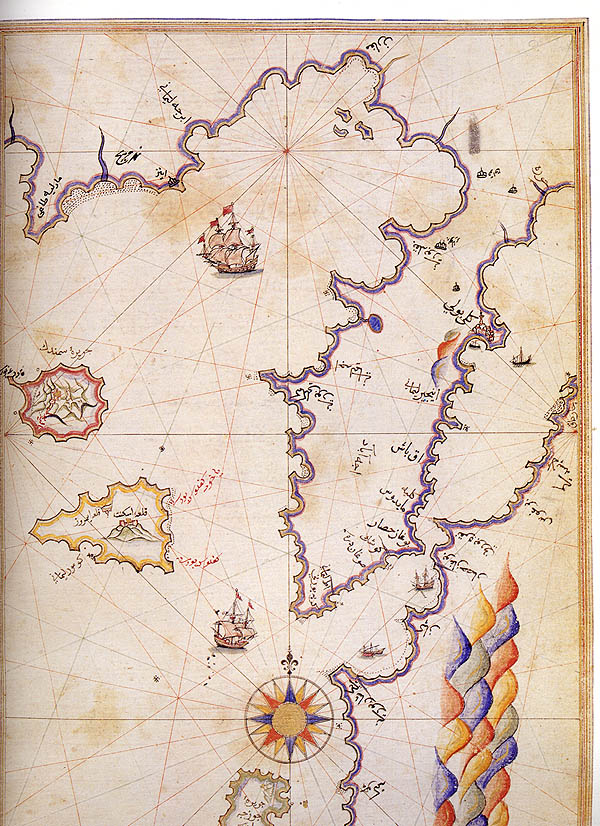
Dardanelos y el Golfo de Saros
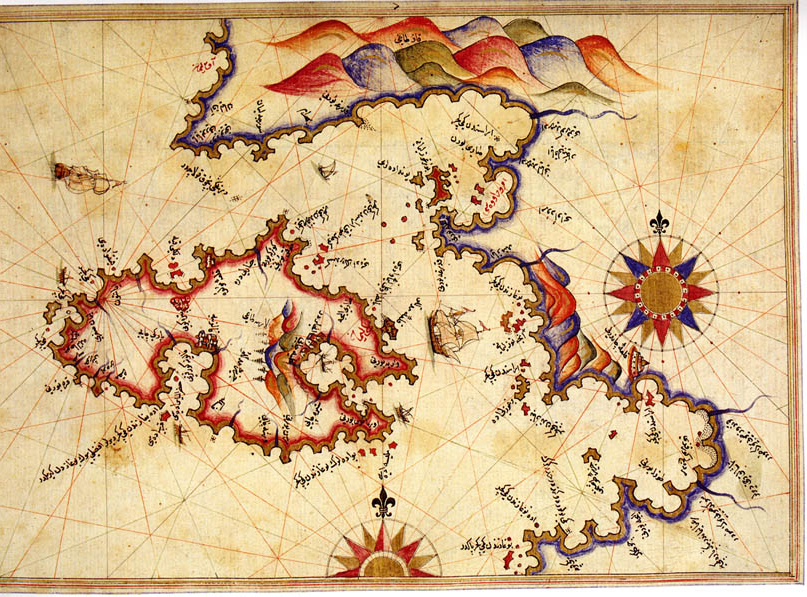
Lesbos y Ayvalık
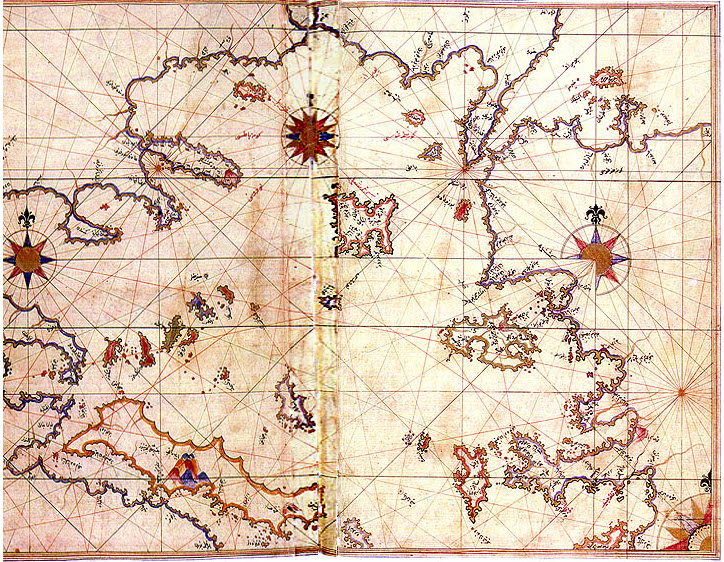
Mar Egeo
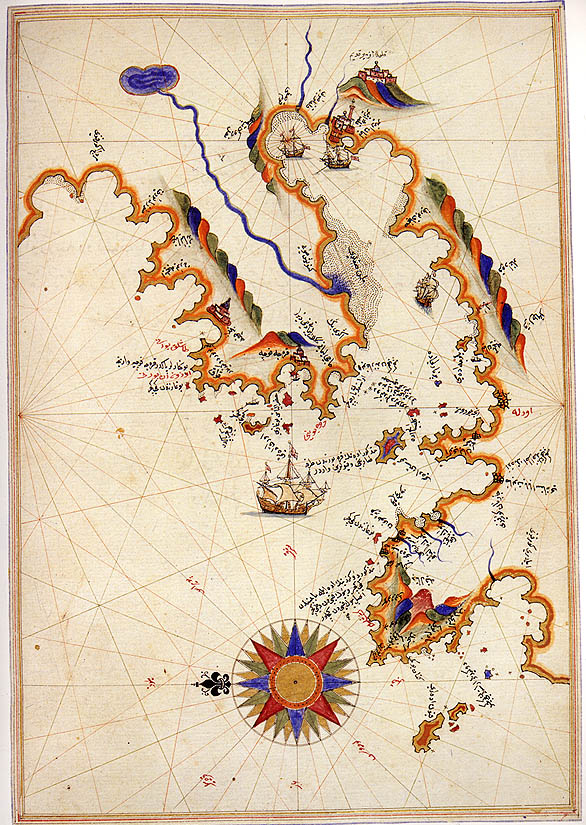
Esmirna
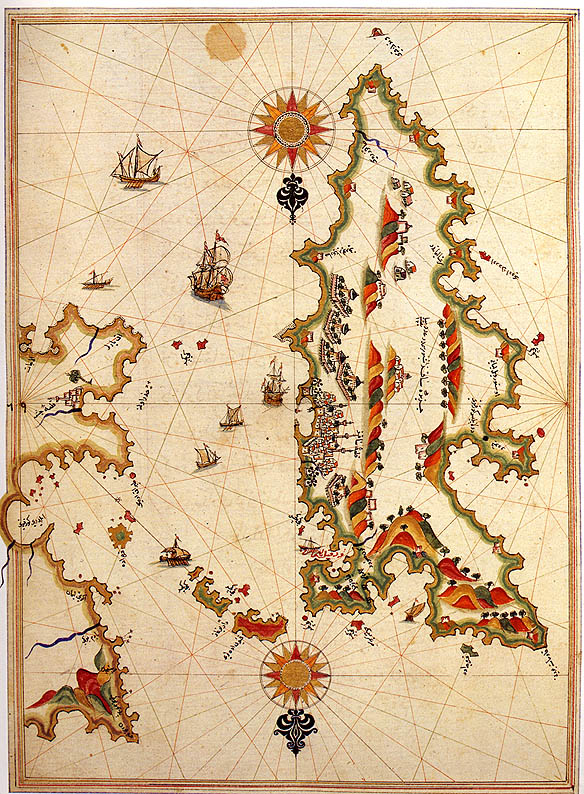
Quíos
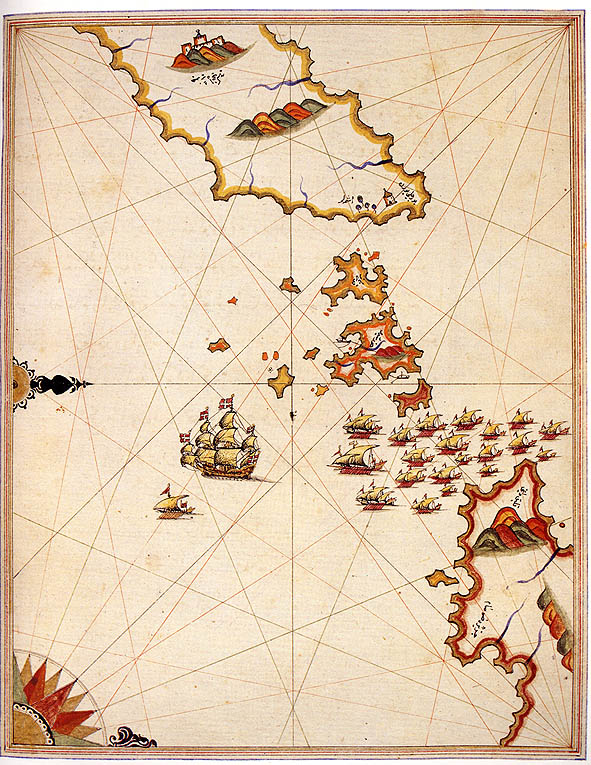
Samos yIcaria
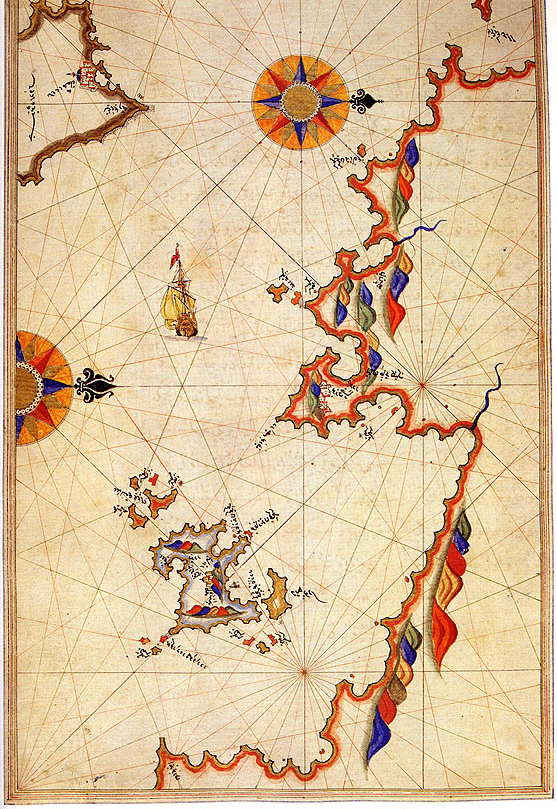
Cabo Bozburun cerca deMarmaris y Datça
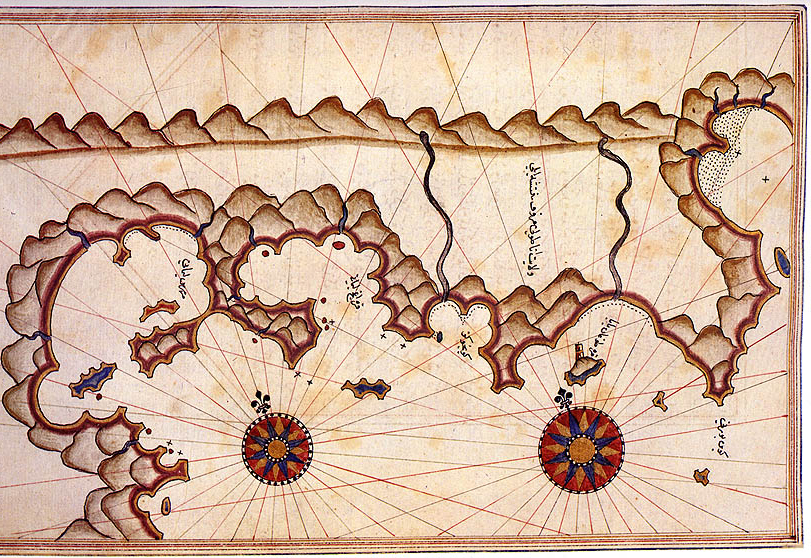
Marmaris
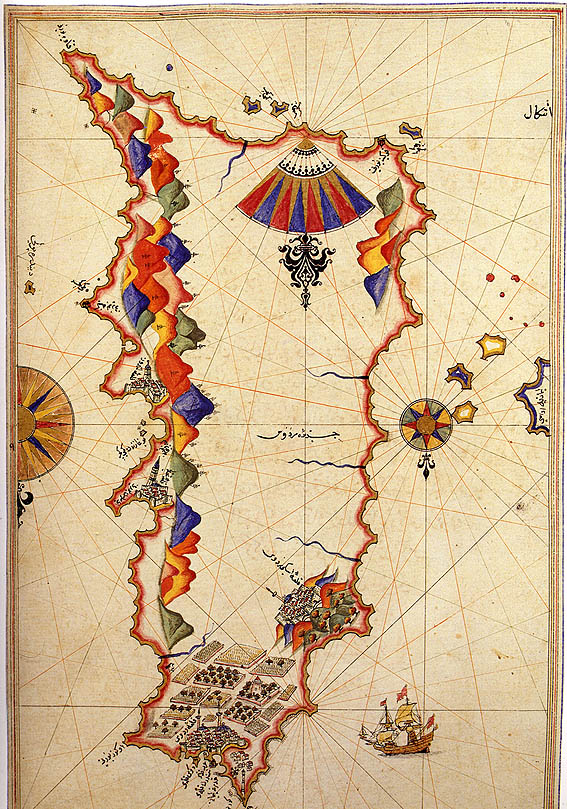
Rodas
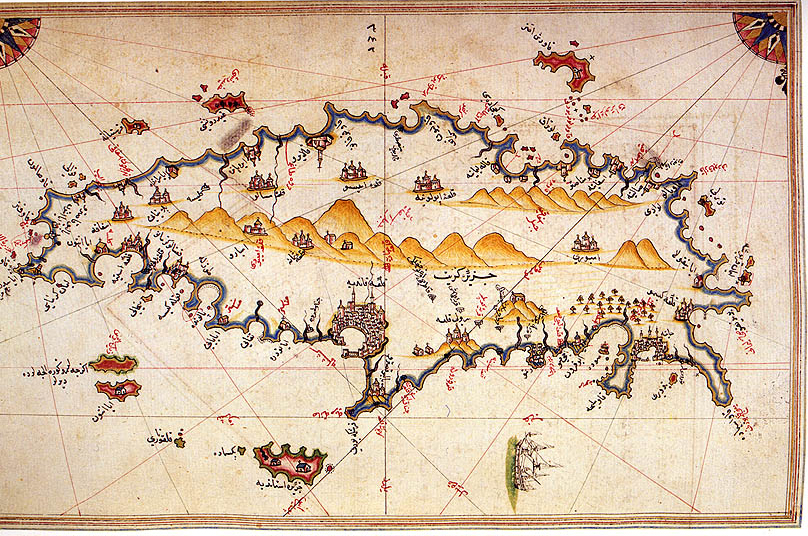
Creta
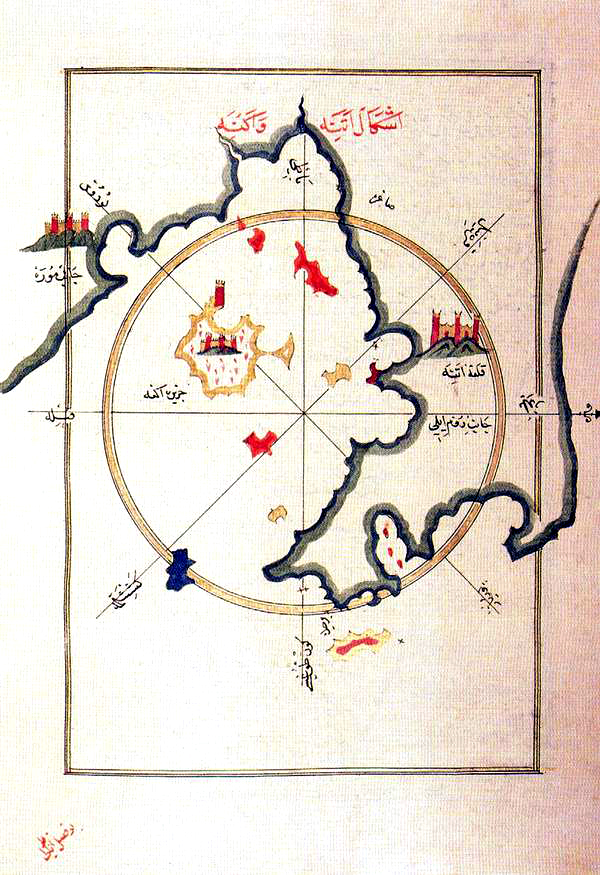
Atenas
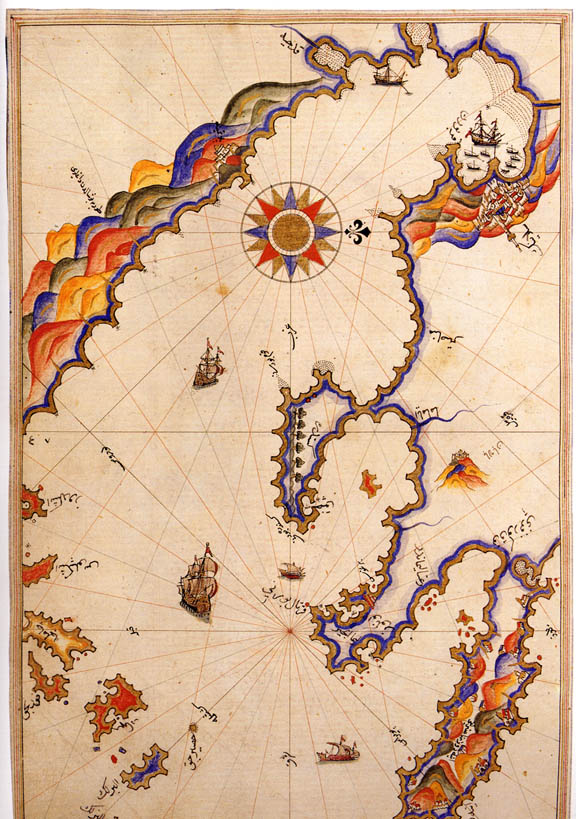
Tesalónica
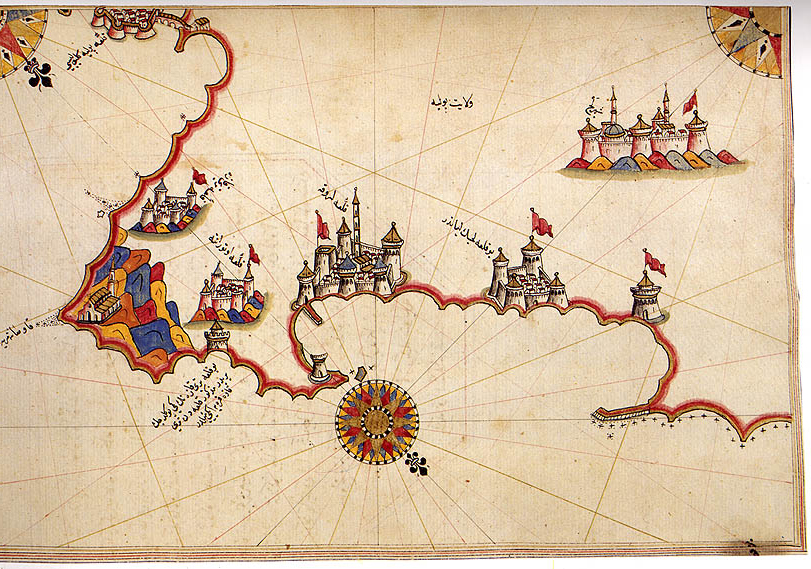
Otranto
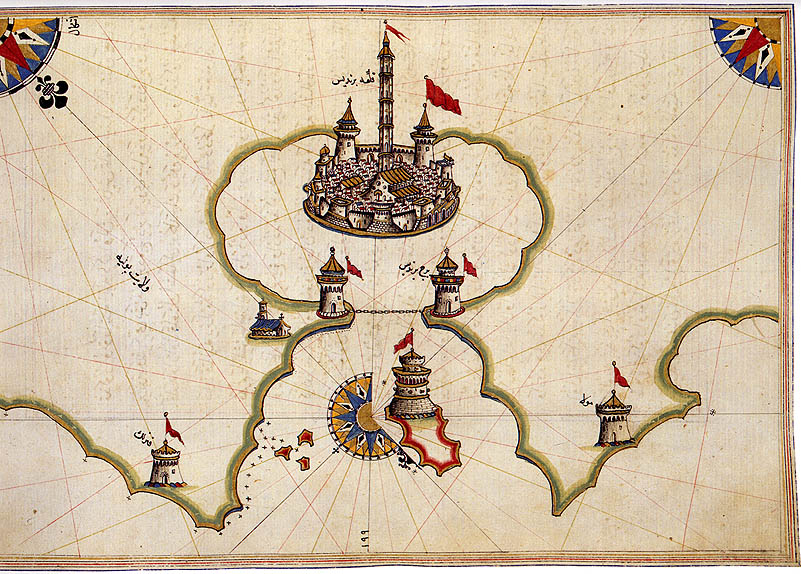
Bríndisi
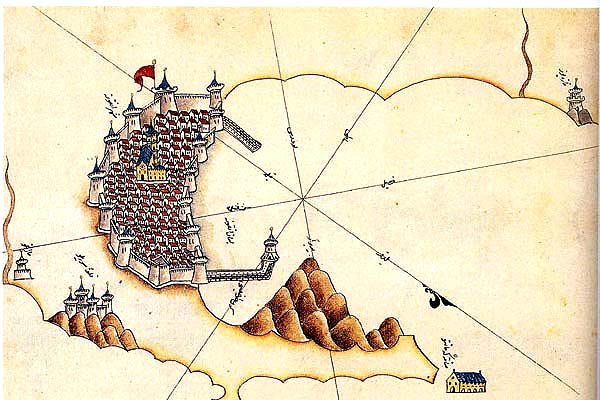
Ancona
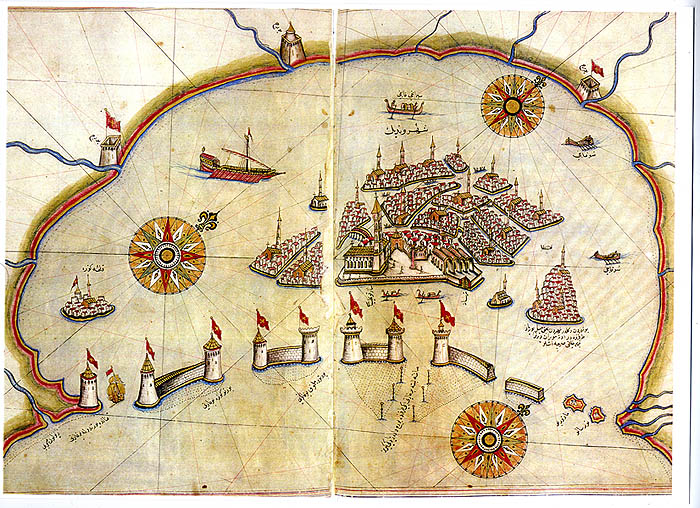
Venecia
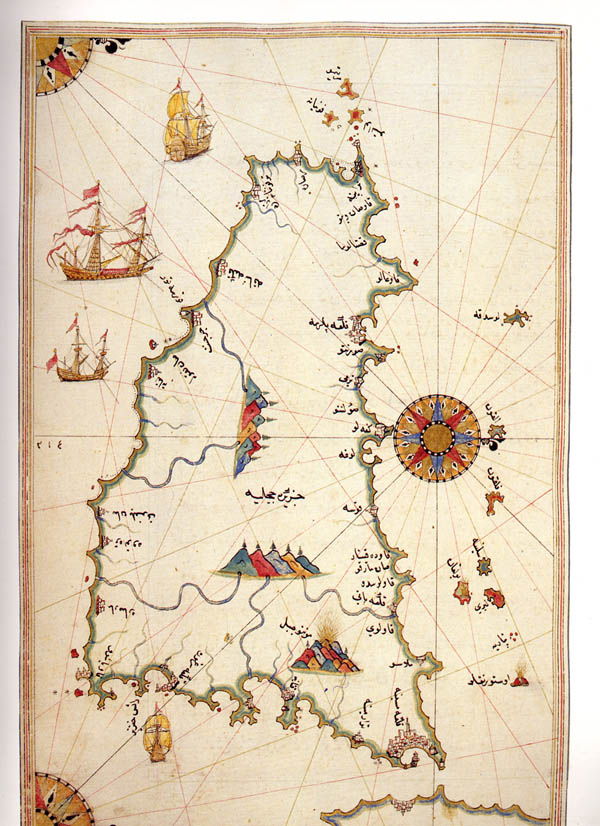
Sicilia
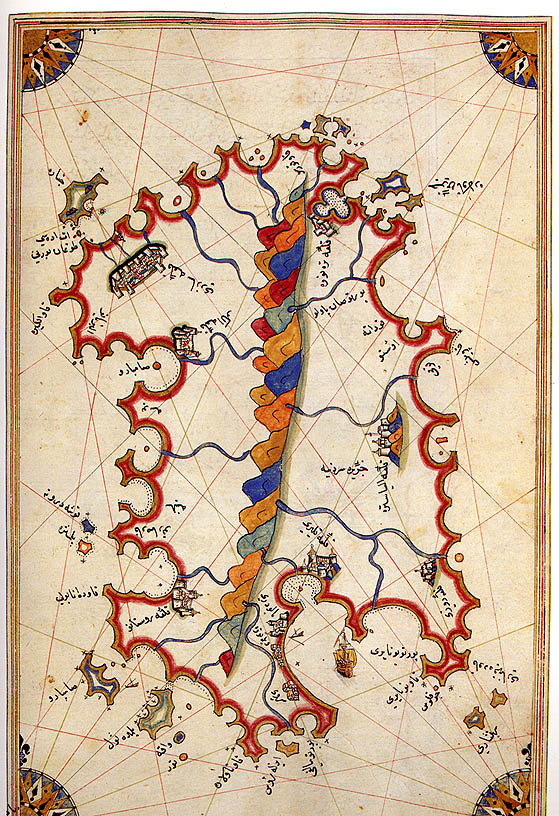
Cerdeña
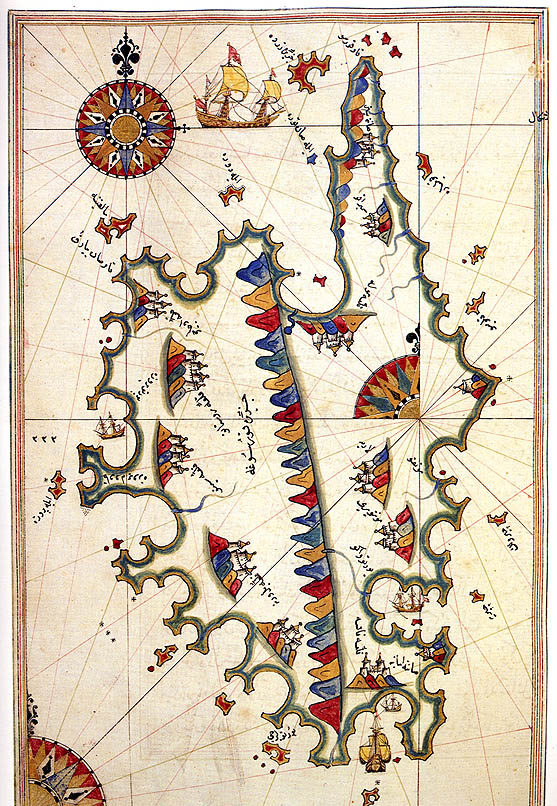
Córcega
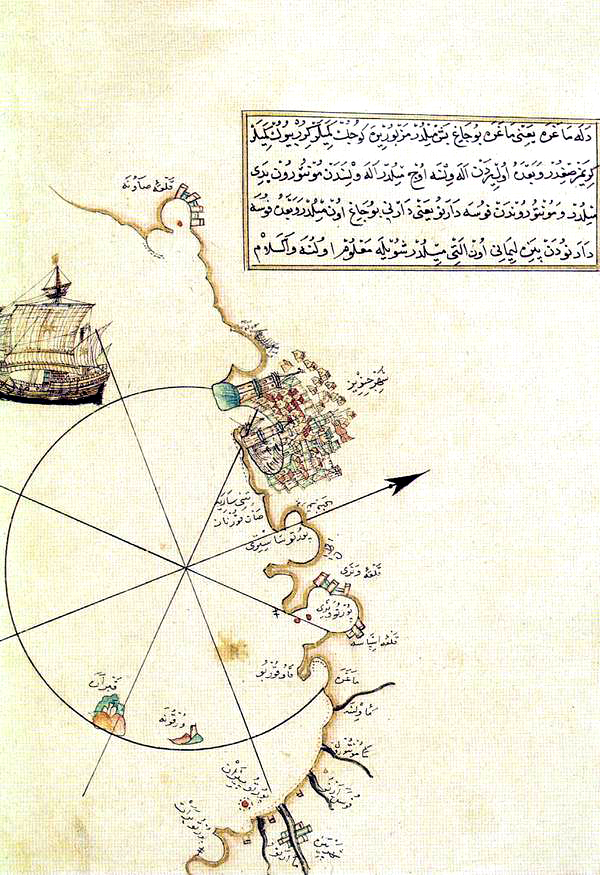
Génova
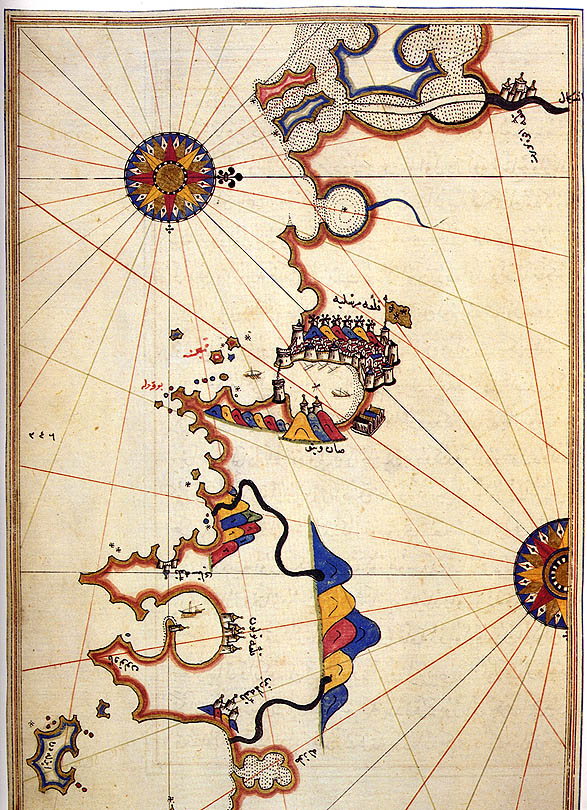
Marsella yTolón
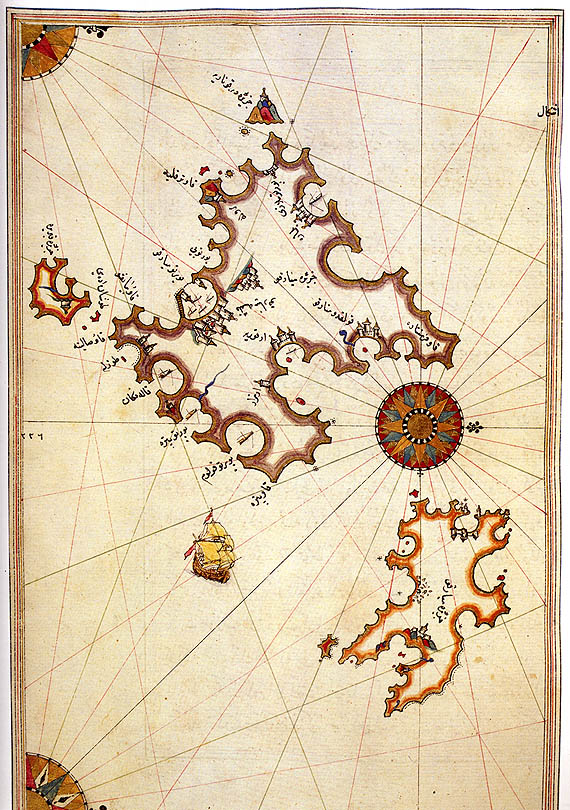
Mallorca y Menorca
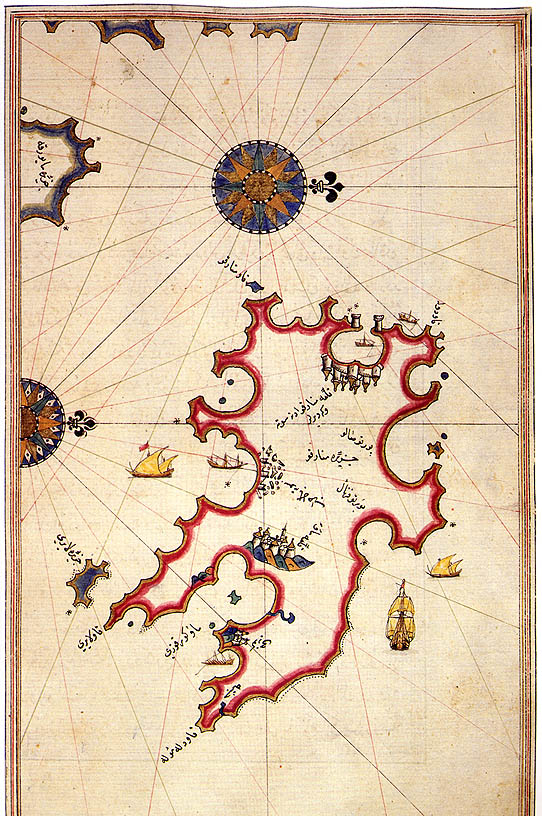
Menorca
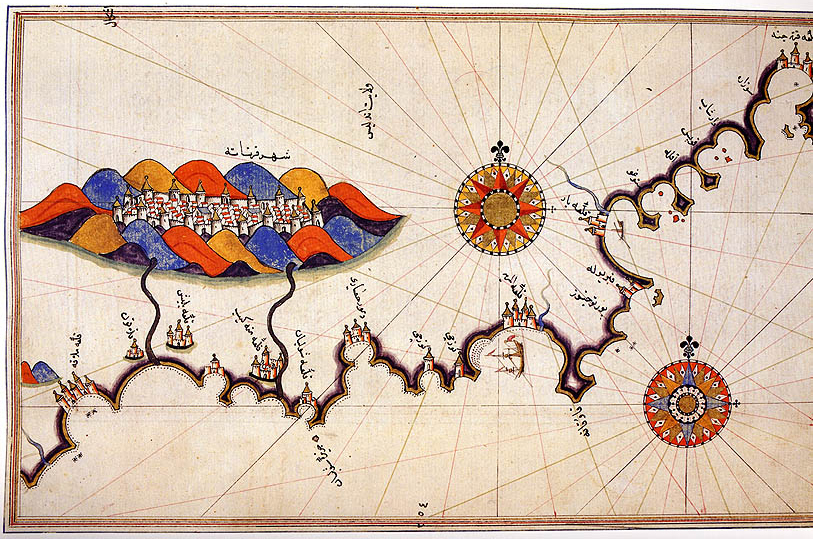
Granada
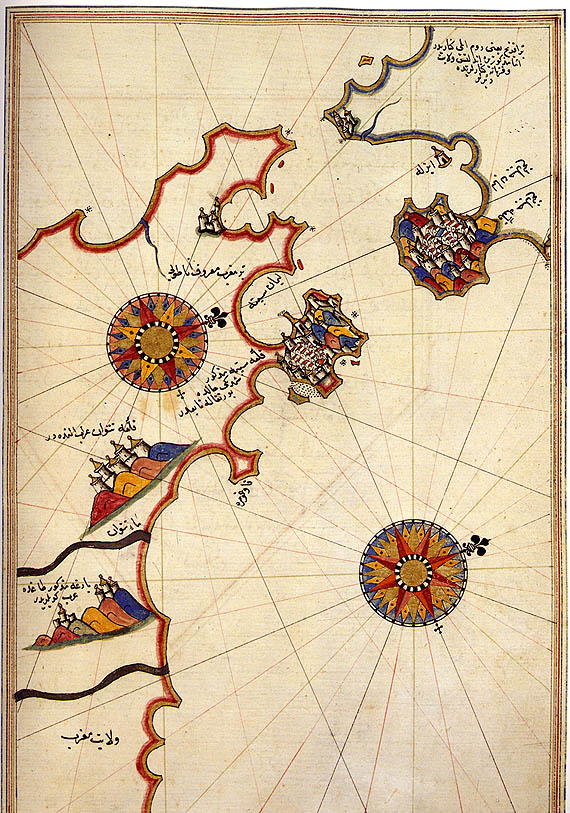
Gibraltar
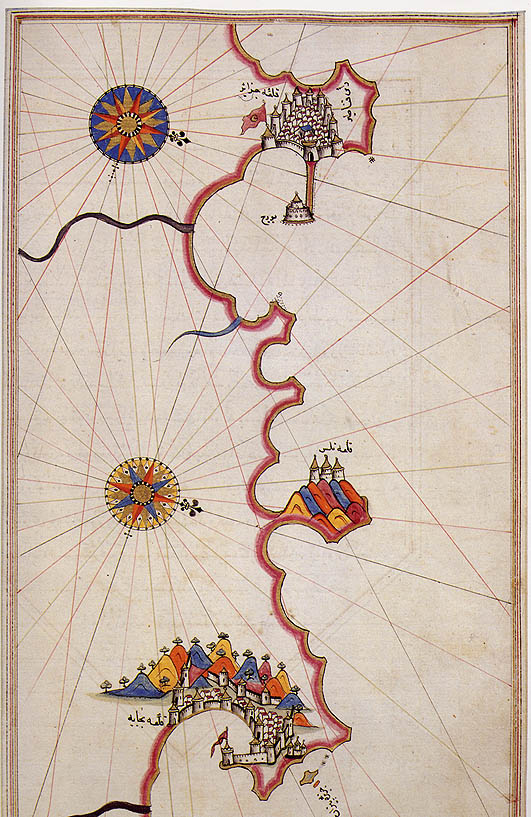
Argel y Bugía
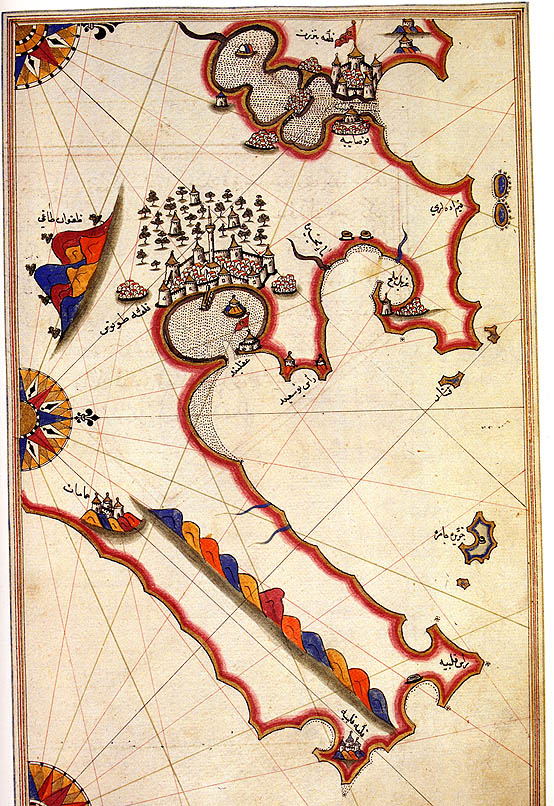
Túnez
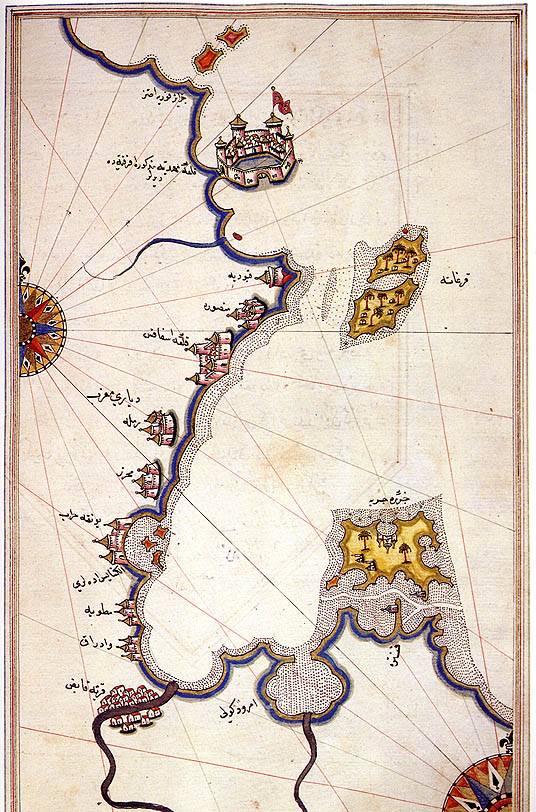
Yerba
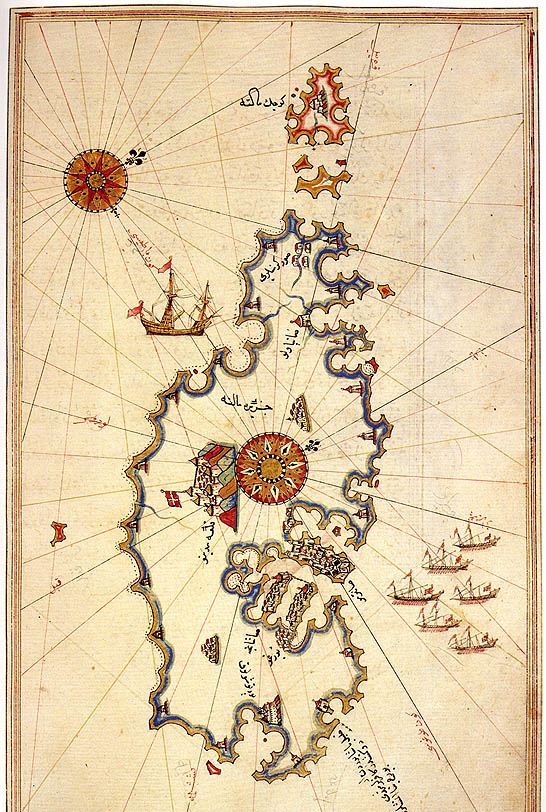
Malta
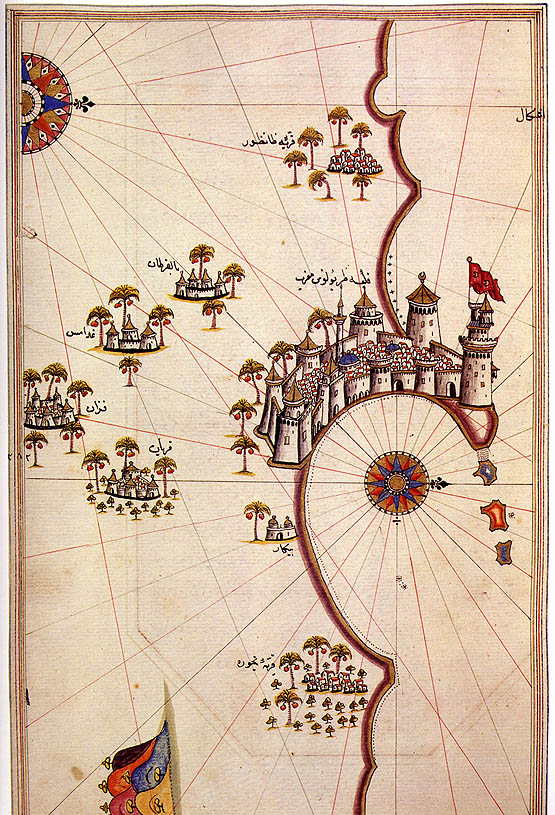
Trípoli, Libia
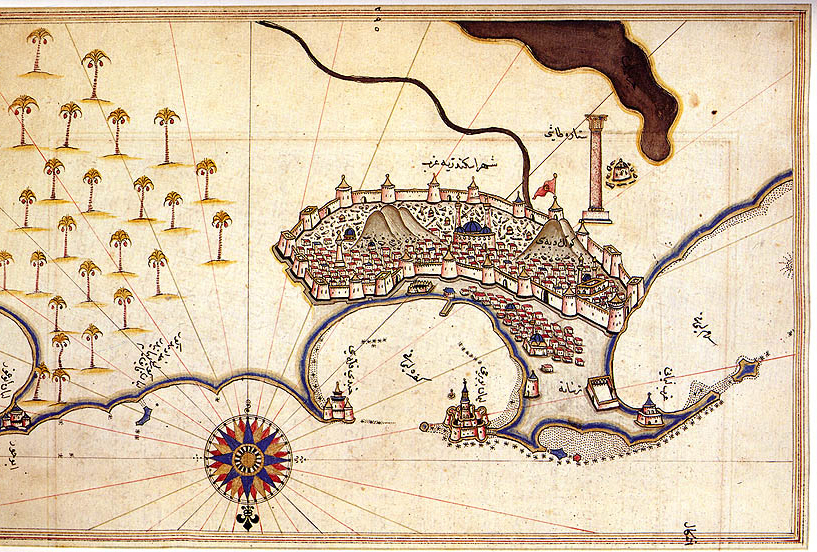
Alejandría
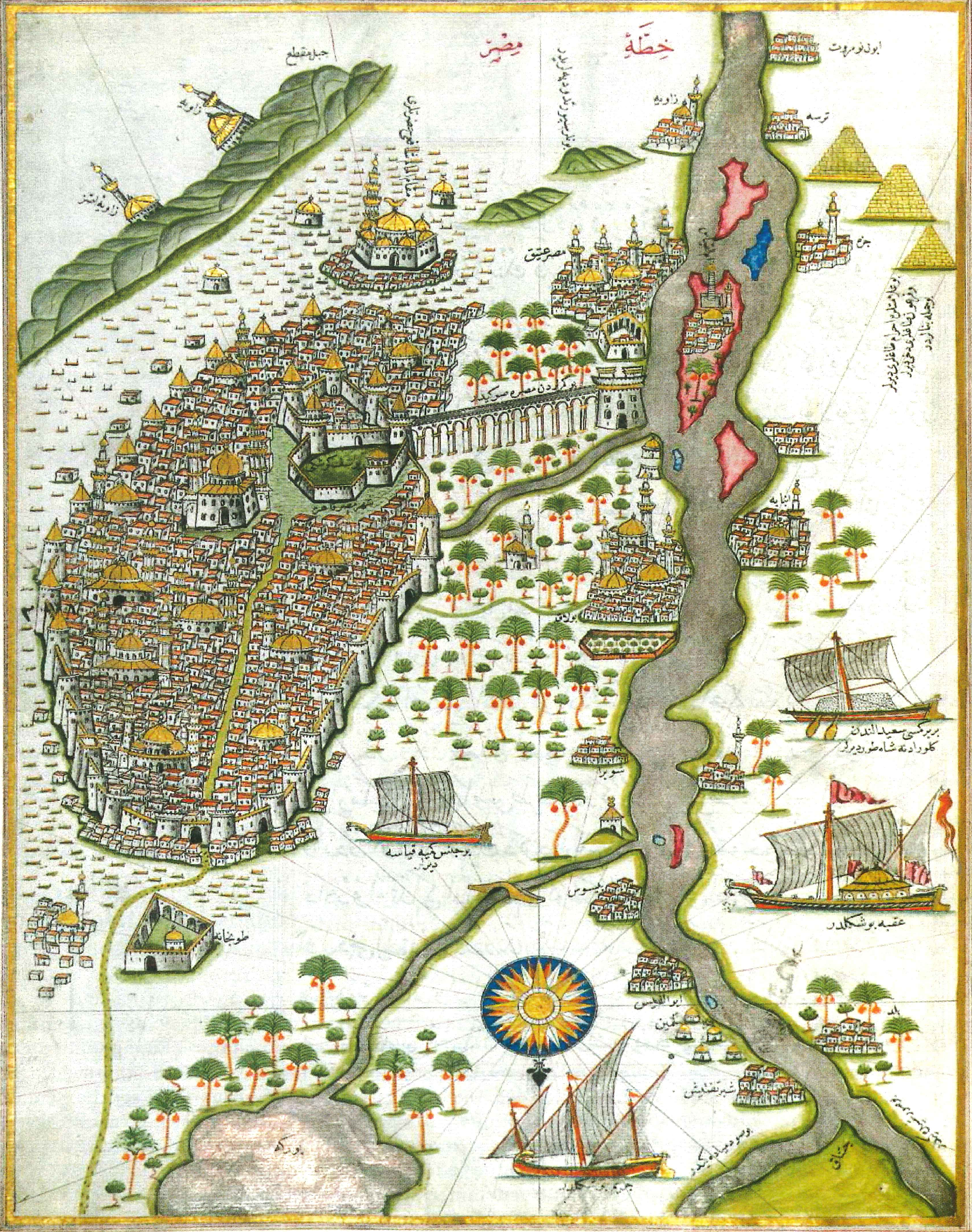
El Cairo
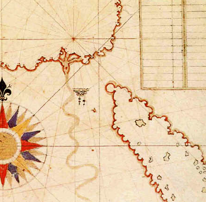
Suez y el Mar Rojo
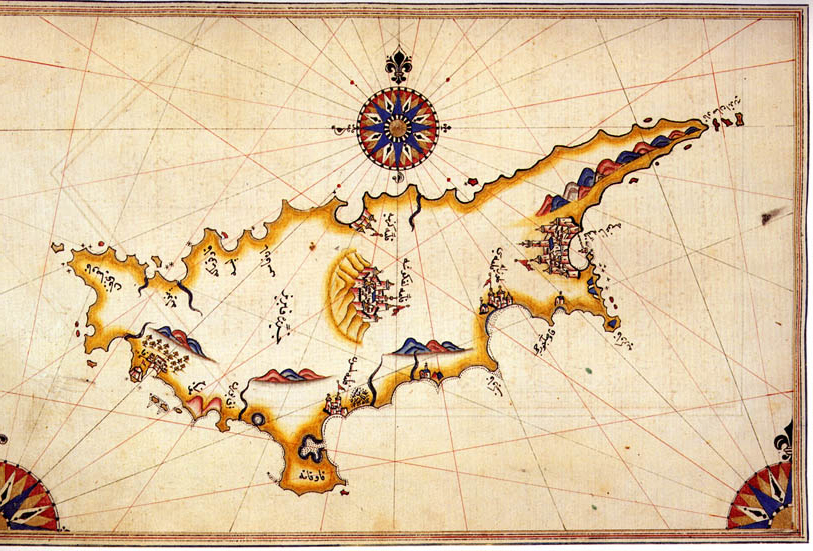
Chipre
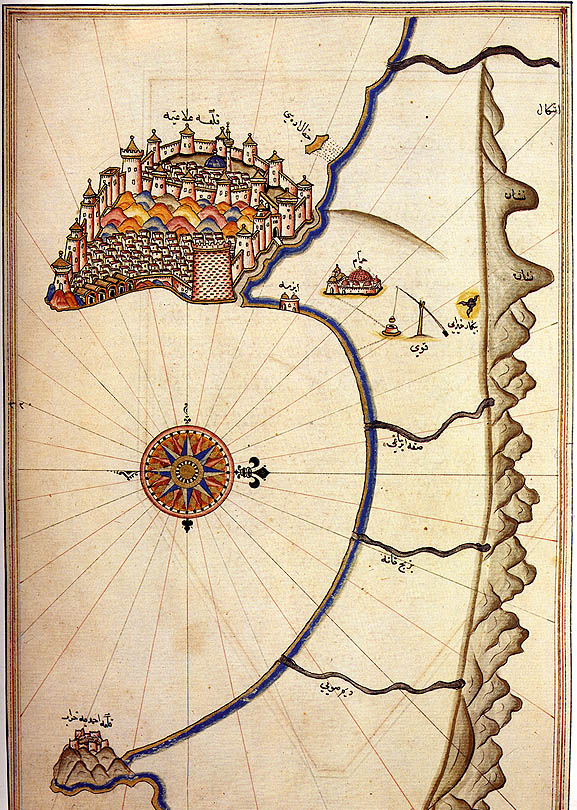
Alanya
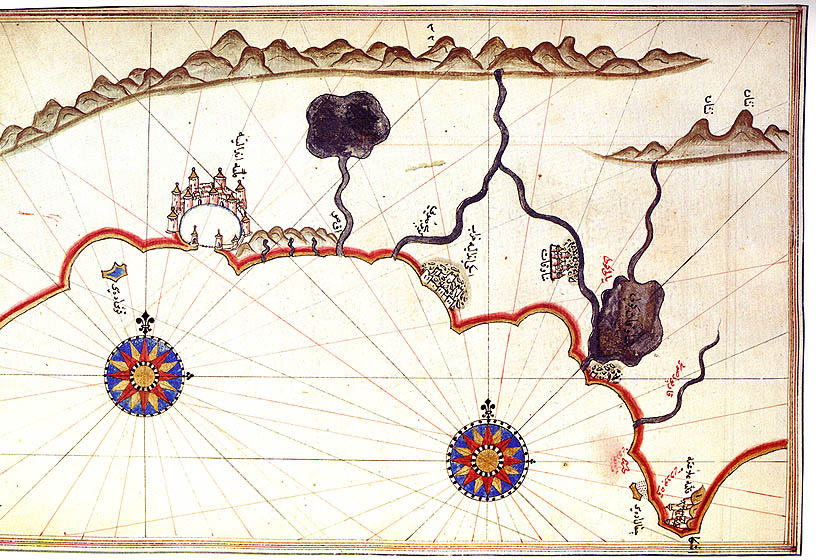
Antalya
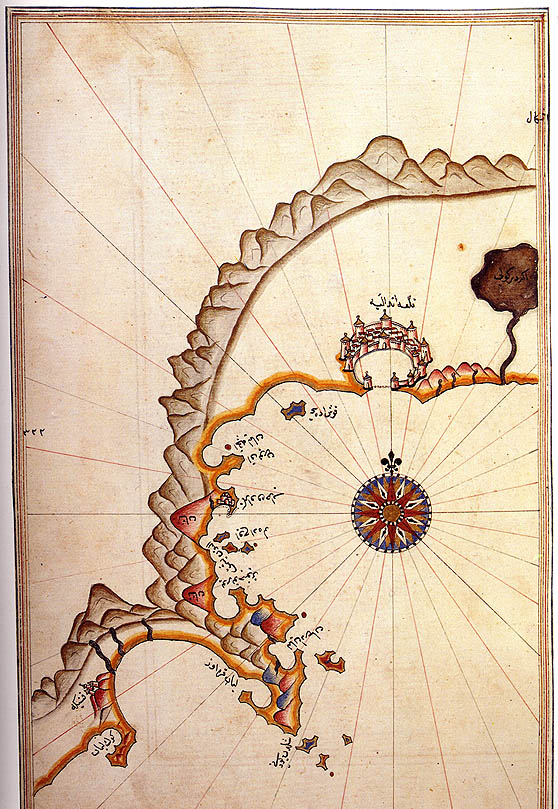
Antalya y Kemer
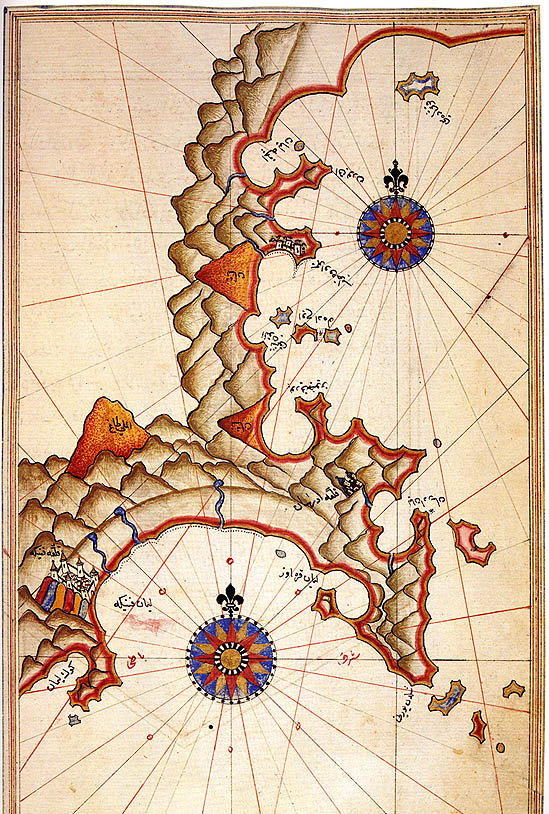
Finike y la Riviera Turca
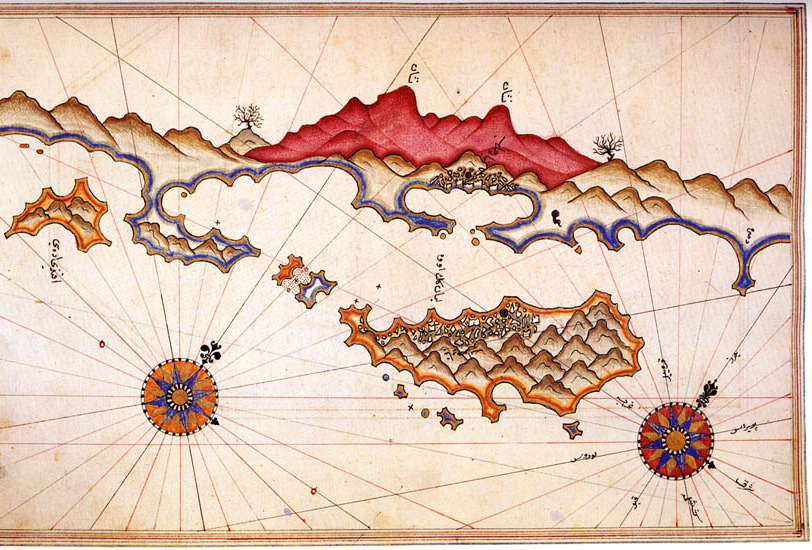
Keková
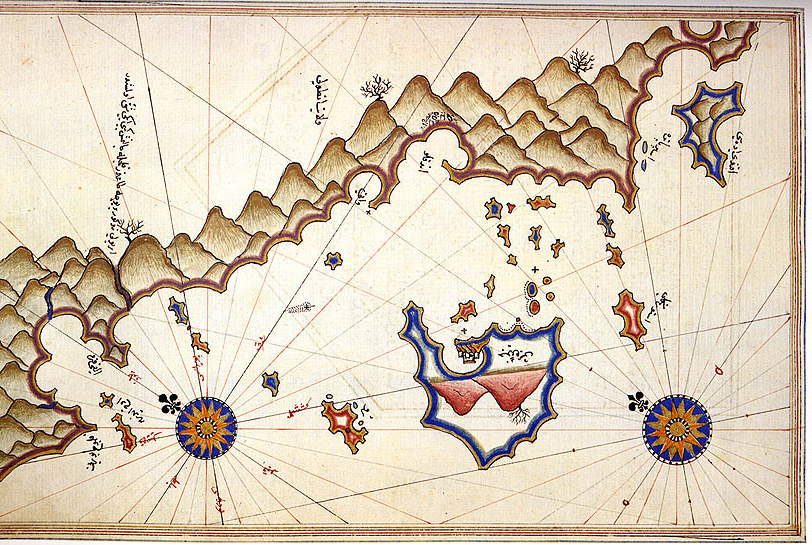
Kaş y Castillorizo
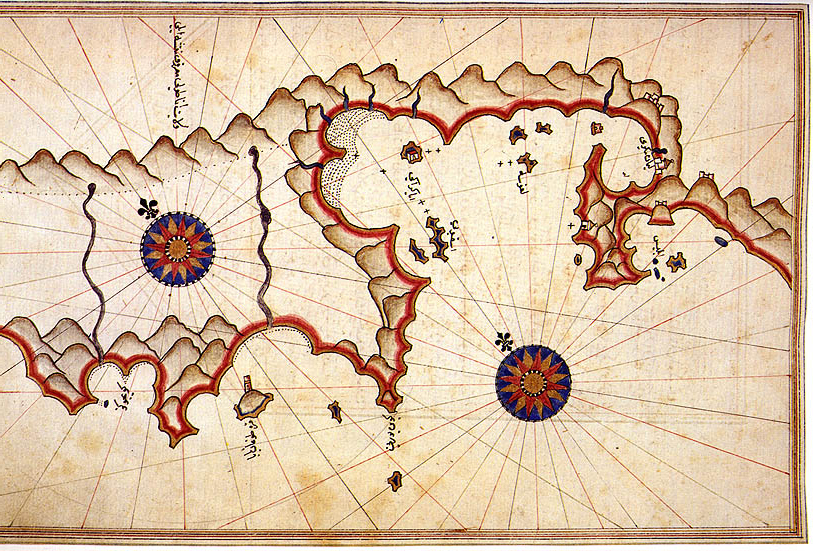
Fethiye
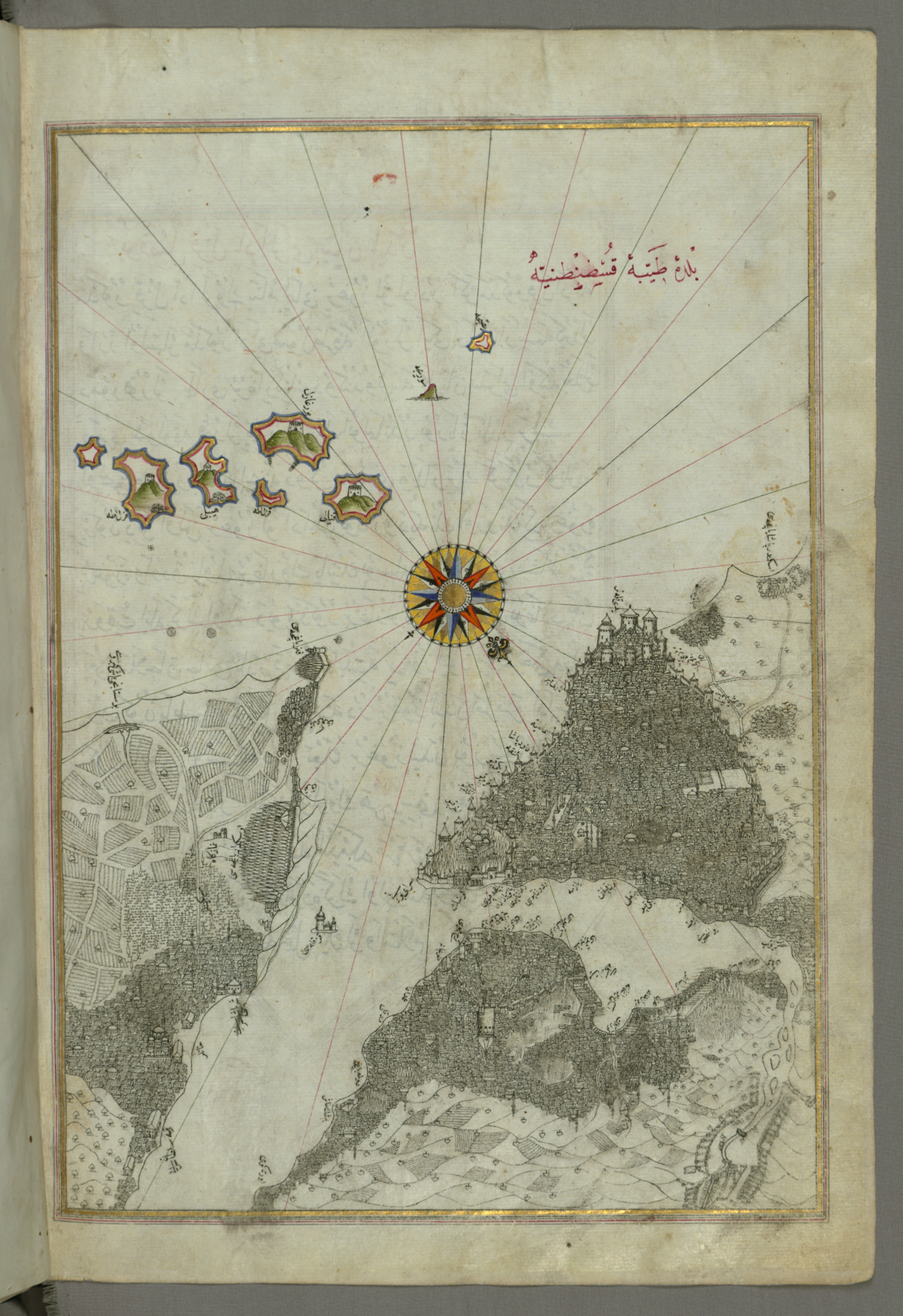
Estambul